# La Course au mouton sauvage
La Course au mouton sauvage (羊をめぐる冒険, Hitsuji o meguru bōken) est le troisième roman de l'écrivain japonais Haruki Murakami. Publié au Japon en 1982, il y a reçu le prix Noma des nouveaux auteurs 1982. Traduit en plus de 30 langues, sa version française, que l'on doit au traducteur Patrick De Vos, a paru en 1990.

## Ouvrage
La Course au mouton sauvage est le premier roman où Murakami estime avoir trouvé sa voix, : c'est son premier livre à employer le type de réalisme magique pour lequel il devient ensuite connu.
Couronné du prix Noma des nouveaux auteurs 1982, c'est aussi son premier ouvrage à avoir remporté un succès public au Japon, puis à l'étranger : il a été choisi comme premier ouvrage traduit pour une dizaine de langues, en anglais (1989), français (1990), néerlandais (1991), allemand (1991), espagnol (1992), italien (1992), norvégien (1993), finlandais (1993), polonais (1995), et lituanien (2003). (Le roman a également été traduit en d'autres langues, mais dans celles-ci, ce n'était pas le premier ouvrage de Murakami à l'être ; au total, quelque 31 traductions.)
Publié en 1982 au Japon, il a été traduit du japonais en français par Patrick De Vos en 1990 (prix Noma de traduction littéraire (en) 1991, l'un des prix Noma). Son titre original signifie « L'aventure à propos du mouton » ou « En quête du mouton » en japonais. (Le titre original n'a pas de notion de « sauvage » et le titre français semble inspiré de celui utilisé en anglais un an plus tôt : A Wild Sheep Chase, « Une chasse au mouton sauvage », qui jouait sur l'expression courante wild-goose chase, littéralement « chasse à l'oie sauvage » mais signifiant « chasse au dahu » ; en anglais comme en français, le titre joue sur l'ambiguïté de ne pas expliciter si c'est la course ou le mouton qui serait sauvage.)
Ce livre est le troisième d'un cycle de quatre romans indépendants qui retracent quinze ans de la vie du narrateur (de 1968 à 1983). Il a connu une suite indépendante avec le roman Danse, danse, danse (même s'ils peuvent se lire séparément, et si leurs résumés ne sont pas tout à fait en continuité). Il reprend plusieurs personnages de ses deux premiers livres, des romans eux de type réaliste que l'auteur ne souhaite plus voir publier.
Selon son éditeur Seuil, le livre avait en français « plus de 60 000 exemplaires vendus, toutes éditions confondues » début 2009 (il a connu depuis deux rééditions en broché et deux en poche, mais les chiffres actuels ne sont pas connus).

## Intrigue

### Résumé

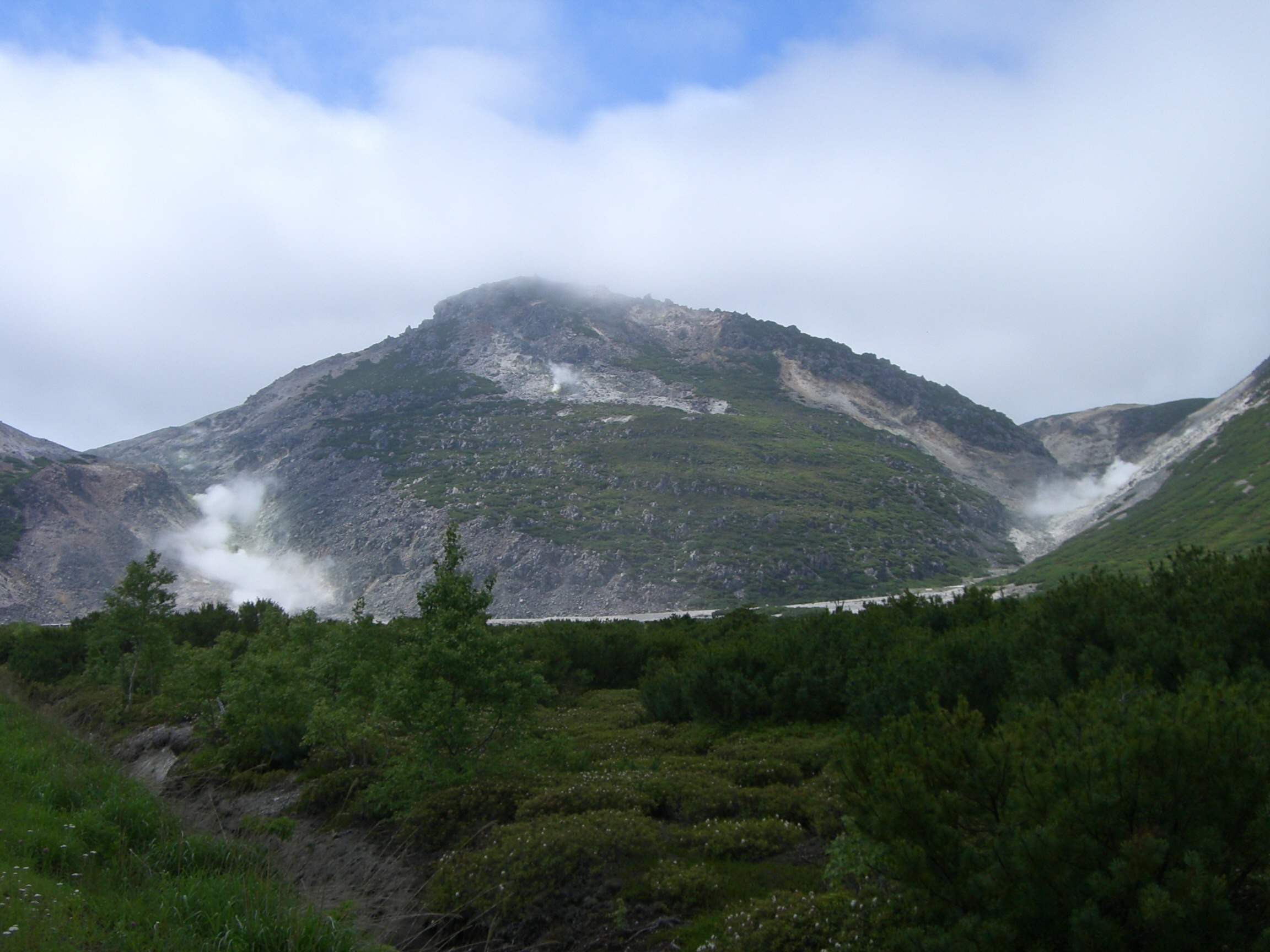
L'action du roman ira au nord jusqu'aux vallées du Hokkaïdo, zone la plus froide et sauvage du Japon.

Ce roman de type réalisme magique suit l'itinéraire picaresque, parfois teinté de paranormal ou de surnaturel, d'un narrateur anonyme poussé par les circonstances à abandonner sa vie insipide pour partir à l'aventure.
À l'approche de ses trente ans, il vient de divorcer sans enfants et vivote de son métier de publicitaire dans une petite boîte qu'il dirige dans le Tokyo de 1978 avec son ami et associé qui vire lentement alcoolique. Et depuis quelque temps, il fréquente celle qu'il appelle sa « nouvelle girl friend », dont les oreilles le fascinent et dont certaines intuitions semblent confiner au sixième sens.
C'est alors qu'il est gravement menacé par le puissant secrétaire d'un des dirigeants occultes du Japon, pour avoir utilisé dans une brochure une photo pastorale où figure un mouton étoilé : cette créature mythique étant censée être à la base du pouvoir de son « Maître » actuellement dans le coma, son organisation d'extrême-droite veut la retrouver. Refusant de compromettre l'ami voyageur qui lui avait envoyé cette photo, le narrateur reçoit alors un ultimatum d'un mois pour retrouver lui-même l'animal dans le nord du Japon ; sa petite amie le convainc d'y aller ensemble, où ils vont continuer de faire des rencontres inhabituelles (détails en section Personnages).
Dans ce récit à la première personne, le ton alterne entre humour léger et méditation désabusée, tout comme l'aventure se partage entre le confort de Tokyo et les rigueurs du Hokkaïdo, au long d'une quête riche en symbolisme ou surréalisme qui occupe l'automne 1978 entre le réel et l'onirique, en semant les morceaux de son ancien quotidien.

### Personnages
Les personnages principaux (tous désignés par surnom ou périphrase, en ordre d'apparition) :
- le narrateur, un anonyme à la recherche d'un mouton ou de lui-même ;
- sa girl friend, « la fille aux trois métiers » qui a des oreilles enchantées ;
- le secrétaire du Maître, un « homme étrange aux propos étranges » ;
- le chauffeur du Maître, qui connaît 32 décimales de pi et le numéro de téléphone de Dieu ;
- le propriétaire de l'Hôtel du Dauphin, marin raté qui aurait préféré un Hôtel de la Baleine ;
- le Docteur ès moutons, qui est possédé par une absence depuis quarante-deux ans ;
- le jeune Aïnou, un pionnier de 1881 qui survit dans un livre d'Histoire ;
- l'homme-mouton, un mystique caché dans la forêt depuis la guerre ;
- et un pénis de baleine, un virage mystérieux, des rêves ou des fantômes...

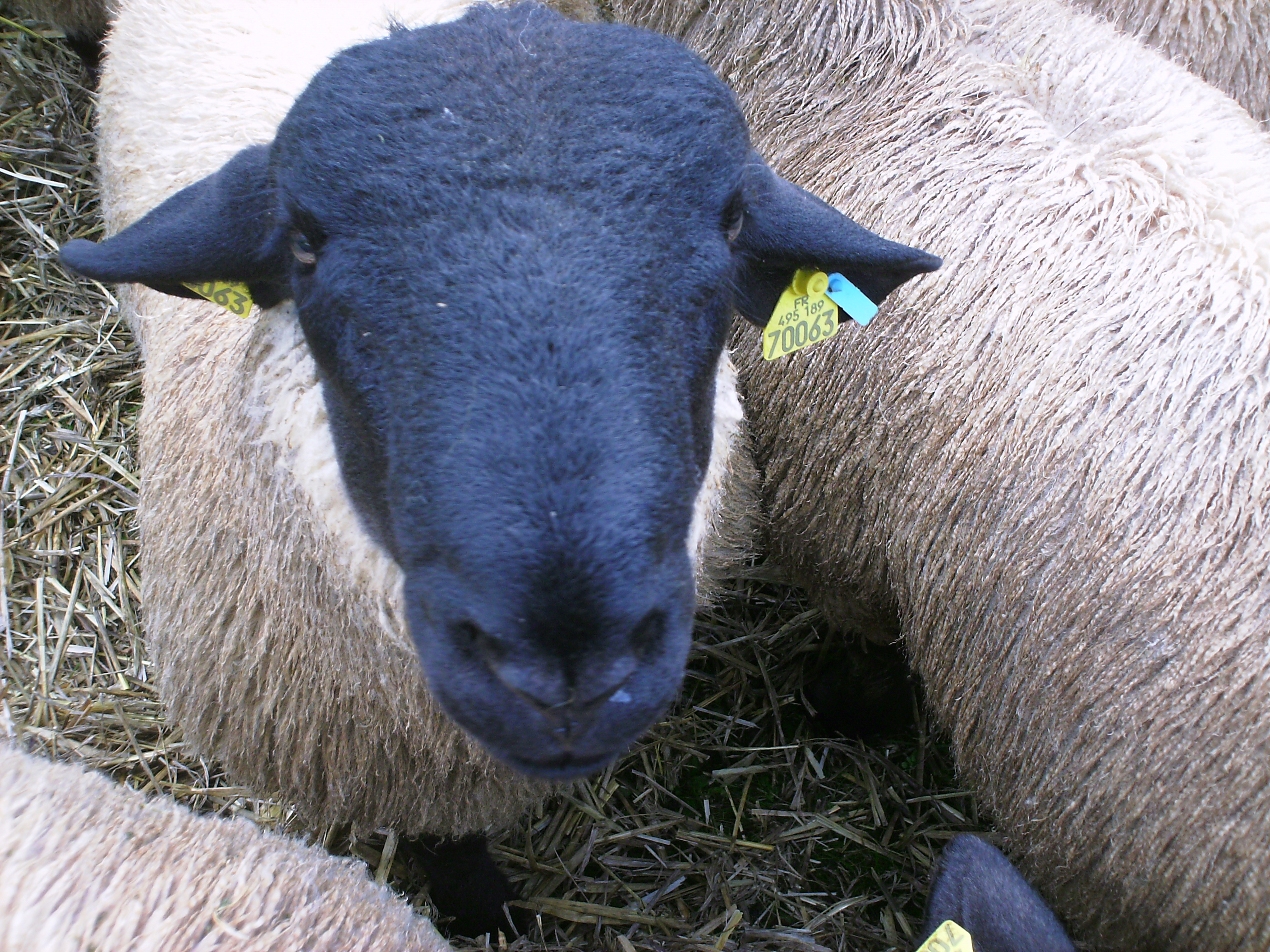
Un mouton suffolk, comme ceux du roman.

On voit également l'évocation ou l'apparition de personnages secondaires (dont la moitié sont liés au narrateur) : la « fille qui couchait avec tout le monde » (amie de jeunesse dont il ne se souvient qu'à son enterrement), son ex-femme (qui avant de partir s'est découpée sur toutes leurs photos, le laissant rétroactivement tout seul), son associé (qui ne s'amuse plus dans la pub et boit trop), le mouton étoilé (animal mythique ou mutant qui manipulerait l'Histoire), le Maître (dirigeant occulte du Japon qui se meurt dans le coma sans son mouton), le Rat (surnom de son ami voyageur qui a envoyé la photo du mouton), J. (prononcé Jay à l'anglaise, surnom de son ami bistrotier dont le « nom chinois aussi long qu'imprononçable » commence par cette lettre), l'ex du Rat (qui « raconte le bruit des vagues en buvant un salty dog »), son chat pétomane (qui sera le seul à gagner quelque chose en recevant le nom de « Sardine »), le fonctionnaire d'une commune rurale mourante (qui y reste comme un capitaine de navire qui sombre), deux cents moutons dans une bergerie (qui se retournent d'un seul geste et vous observent fixement de leurs yeux « d'un bleu étrange »), et leur gardien (qui a troqué la hiérarchie des militaires pour celle des moutons).

## Éditions
Les éditions actuelles en version française (traduit du japonais par Patrick De Vos).
Pas d'édition en format digital à ce jour (septembre 2014).
Pas d'édition en format audio à ce jour (septembre 2014).

### Format broché
- 1990, éd. Seuil, 298 pages  (ISBN 2-02-010614-0) [ (ISBN 978-2-02-010614-6)]
- 2009, éd. Seuil, coll. « Cadre vert », 318 pages  (ISBN 978-2-02-095207-1)
- 2013, éd. Retrouvées, 331 pages  (ISBN 978-2-36559-046-4)

### Format poche
- 1992, éd. Seuil, coll. « Points », sér. « Roman » no R519, 314 pages  (ISBN 2-02-015951-1) [ (ISBN 978-2-02-015951-7)]
- 2002, éd. Seuil, coll. « Points » no P1031, 373 pages ; rééd. 2004, 2006, 2009  (ISBN 2-02-056228-6 et 978-2-02-056228-7)
- 2007, éd. Points[NB 5], coll. « Littérature », 373 pages  (ISBN 978-2-7578-0635-7) ; rééd. 2012  (ISBN 978-2-7578-2933-2) ; rééd. 2013, 416 pages  (ISBN 978-2-7578-3703-0)